# Marcel Bergmann
Marcel Bergmann (* 20. Mai 1964 in Kevelaer) ist ein deutscher Sportredakteur und Autor.
Nach seinem Abitur studierte er am Dolmetscher-Institut der Universität des Saarlandes in Saarbrücken Englisch und Französisch. Nach einem Jahr als Fremdsprachenassistent in mehreren Schulen in Lyon begann er 1991 als freier Mitarbeiter beim ZDF, zunächst in der Außenpolitik und seit 1992 in der Sportredaktion.
Bei einem Autounfall in Kenia verunglückte sein Vater tödlich und Bergmann überlebte querschnittgelähmt. Nach zwei  Monaten und zahlreichen Operationen an seiner zerstörten Wirbelsäule erwachte er aus dem Koma. Erst nach Monaten der Depression und weiteren Operationen nahm er sein Leben im Rollstuhl wieder in Angriff. 
1995 erhielt er eine Festanstellung als Sportredakteur beim ZDF. Mit seiner Redaktion war er unter anderem bei den Fußball-Weltmeisterschaften in Südafrika 2010 und Brasilien 2014 sowie bei den Paralympics in Atlanta, Sydney, Athen und London. Inzwischen hat er mehr als 70 Länder bereist. Sein großer Traum war eine Reise durch China, den er 2007, begleitet von einem sechsköpfigen Filmteam und von seinem chinesischen Freund Ham Mow Wai, von Shanghai nach Peking verwirklichen konnte.
Diese Reise stand unter der Schirmherrschaft von Bundesinnenminister Wolfgang Schäuble, der selbst auf den Rollstuhl angewiesen war. Bundespräsident Horst Köhler unterstützte Marcel Bergmann mit einer Widmung, die auf dem Buchumschlag zu lesen ist. Die medizinische Patenschaft übernahm der deutsch-iranische Neurochirurg Madjid Samii.
Über seine Reise schrieb Marcel Bergmann das mit drei Hardcover-Auflagen und einer Taschenbuchausgabe im Herder Verlag erschienene, sehr erfolgreiche Buch Trotzdem China – Im Rollstuhl von Shanghai nach Peking.
Einige langwierige Krankenhausaufenthalte nutzte Bergmann 2022 und 2023 für die Ausarbeitung sein zweites Buchs Wo die Sonne auch nachts scheint, in dem neben Borussia Dortmund, Sergei Rachmaninoff sowie einem krankenpflegenden Pausenclown auch die Sexualität eines Rollstuhlfahrers eine wichtige Rolle spielt. 
Marcel Bergmann arbeitet seit 1992 in der Sportredaktion des Zweiten Deutschen Fernsehens (ZDF) und lebt in Wiesbaden.